# کوان چه وون
کوان چه وون (انگلیسی: Kwon Chae-won؛ زادهٔ ۲۶ مهٔ ۱۹۹۹) که قبلا با نام اون‌چه شناخته می‌شد، خواننده اهل کره جنوبی است.